# 飛鳥井教定
飛鳥井 教定（あすかい のりさだ）は、鎌倉時代前期から中期にかけての公卿・歌人。参議・飛鳥井雅経の子。二条を号す。官位は正三位・非参議、左兵衛督。飛鳥井家2代当主。

## 経歴
右兵衛督を経て、建長5年（1253年）従三位に叙され公卿に列す。正嘉2年（1258年）に正三位に叙され、文応元年（1260年）左兵衛督に任ぜられる。弘長3年（1263年）督を止み、散位となる。
関東祗候の延臣として鎌倉幕府と関係深かった。また、歌人でもあり『続後撰和歌集』以下に入首している。父から蹴鞠を受け継いだ。
文永3年（1266年）4月8日に腫物を患い薨去。享年57。

## 官歴
※以下、『公卿補任』の記載に従う。
- 建長5年（1253年）4月8日：従三位、右兵衛督如元
- 建長6年（1254年）6月1日：右兵衛督を辞す
- 建長7年（1255年）：右兵衛督
- 正嘉2年（1258年）正月5日：正三位
- 文応元年（1260年）8月28日：左兵衛督
- 弘長3年（1263年）8月13日：督を止む

## 系譜
- 父：飛鳥井雅経
- 母：大江広元の娘
- 妻：北条実時の娘[1]または源定忠[2]の娘
  - 男子：飛鳥井雅有（1241-1301）
- 生母不明の子女
  - 男子：飛鳥井忠輔
  - 男子：飛鳥井宗有（?-1286）
  - 男子：飛鳥井基長（?-?）
  - 女子：二条為氏室